# Решково
Решково е бивше село в Югозападна България, община Струмяни, област Благоевград.

## География
Решково се е намирало в източното подножие на Малешевската планина, западно от село Микрево.

## История
В края на XIX век Решково е малко българско село в Османската империя. В „Етнография на вилаетите Адрианопол, Монастир и Салоника“, издадена в Константинопол в 1878 година и отразяваща статистиката на населението от 1873 година, Ресково (Reskovo) е посочено като село в Мелнишка каза с 26 домакинства и 90 българи.
Към 1900 година според статистиката на Васил Кънчов („Македония. Етнография и статистика“) в Рѣчково, Петричка каза, живеят 172 българи-християни.
Решково е опожарено по време на Балканската война от турци.
Последните жители на Решково се изселват в Горната махала на Микрево след 1920 година. Селото е заличено в 1937 година. Жителите му в голяма част се установяват в Микрево.
В 2012 година, по повод 100-годишнината от опожаряването на Решково, в Микрево е открит четириметров паметник чешма.
На мястото на Решково съществува църква „Свети Атанасий“.

## Личности
Родени в Решково
- Григор Дончев, доброволец в четата на Иван Атанасов – Инджето през Сръбско-българската война в 1885 година[5]
- Стоян Ангелов (1851 – 1899), деец на ВМОК